# Voconces
Les Voconces — en latin Vocontii — sont une fédération de peuples gaulois installés dans les Préalpes.
Ils sont battus par les légions romaines entre 125 et 118 av. J.-C. lors de la conquête de la province de Narbonnaise. Ils figurent à ce titre sur les marbres capitolins, à Rome, donnant les noms des peuples vaincus durant ces opérations militaires. Sous l’Empire, ils constituent des civitates.

## Histoire

### Avant la conquête romaine
Ce peuple occupait un territoire important qu'il avait pris aux Ligures au IVe siècle et qui englobait le Vercors au nord, les contreforts du mont Ventoux au sud-ouest, Manosque au sud-est et Embrun à l'est, réparti sur 5 départements actuels (Drôme, Isère, Hautes-Alpes, Alpes-de-Haute-Provence, Vaucluse). Les Voconces étaient membres d'une fédération comprenant les Avantiques et les Sogiontiques. La limite orientale de leur territoire passait probablement par le col des Granons, Strabon écrivant dans sa Géographie (IV, 1, 3 et 12) : « Le pays des Voconces commence au point [de la via domitia] où commence la montée des Alpes », point généralement identifié avec le col des Granons.
Tite-Live, dans sa narration du passage des Alpes par Hannibal, fait suivre à celui-ci la lisière du territoire des Voconces. Ce texte soulève toutefois des difficultés pour le concilier avec celui de Polybe.

### De la défaite face à Rome à l’organisation encivitas

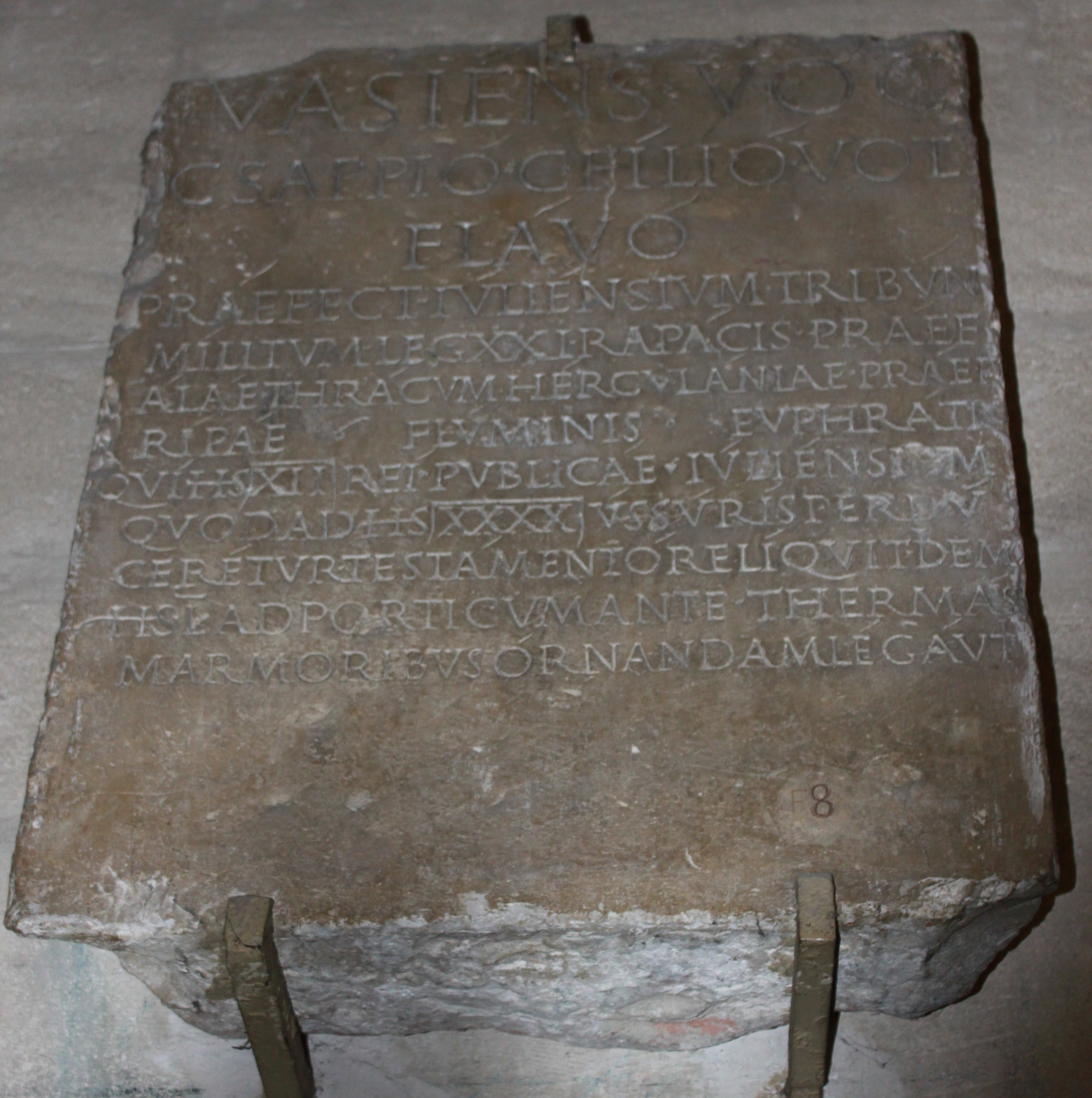
Inscription latine retrouvée à Vaison-la-Romaine et conservée au musée Calvet d'Avignon.

À la fin du IIIe siècle, Rome devient la première puissance de Méditerranée occidentale et établit un traité d'amitié avec Massilia. Au IIe siècle, Rome intervient pour protéger celle-ci et sécuriser les liaisons terrestres entre ses possessions d'Italie et Hispanie. En 125 av. J.-C., M. Fulvius Flaccus mène une dure campagne contre les Ligures, les Salyens et les Voconces et les légions romaines doivent revenir plusieurs années de suite : c’est finalement le successeur de Flaccus, C. Sextius Calvinus, qui triomphe de ces peuples en 122 av. J.-C.
Pendant la guerre de Sertorius, le propréteur M. Fonteius est nommé par Pompée pour maintenir la Gaule transalpine sous la tutelle du Sénat romain. Il mène une expédition chez les Voconces : ses méthodes autoritaires lui vaudront, en 69 av. J.-C., d'être accusé de concussion et violence par ses administrés. Les Voconces font partie des plaignants ; Cicéron prononce pour la défense du gouverneur le discours Pro Fonteio.
Dans le courant du Ier siècle av. J.-C., les Voconces signent avec Rome un traité d'amitié (fœdus) qui leur permet de garder une certaine autonomie et leurs institutions traditionnelles : on trouve ainsi un prætor et un sénat à la tête de cette civitas, assistés par des præfecti envoyés dans les circonscriptions périphériques (les pagi), lesquels sont conseillés par des assemblées locales (vigintiviri). Des édiles et des esclaves publics complètent cet organigramme administratif. Dès cette époque, les chefs-lieux nommés par Pline sont Lucus Augusti, l'actuelle Luc-en-Diois, et Vasio Vocontiorum, l'actuelle Vaison-la-Romaine.
Une inscription conservée au musée Calvet d'Avignon honore un évergète, l’equite Caius Sappius Flavus, qui légua à la cité des Voconces une somme considérable destinée à fournir des intérêts ainsi qu'une autre somme pour décorer le portique devant les thermes de la cité

### Sous l’Empire

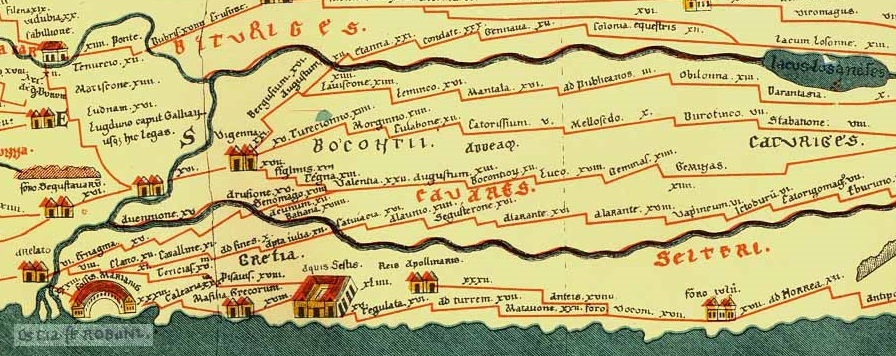
Les Voconces, au centre de la carte, sur la table de Peutinger, fin du IVe siècle.

Plusieurs parties de territoires sont détachées temporairement de la civitas :
- de 69 au IIe siècle, les Avantiques forment une civitas séparée ;
- au IIe siècle, les Sogiontiques sont également autonomisés.

Mais au IIIe siècle, la cité des Voconces est reconstituée. Et c’est finalement à la fin du IVe siècle que la civitas des Voconces est découpée en quatre civitates plus petites, :
- Gap et Sisteron deviennent capitales de deux nouvelles civitates, rattachées à la province de Narbonnaise seconde ;
- Vasio reste capitale mais d’une civitas séparée, Die supplantant l’antique Lucus comme capitale de la civitas Deensium. Cette ville, qui fut honorée du statut de colonie, s'entoura d'un rempart au Bas-Empire et devint le siège d'un évêché (325). Audentius, évêque de Die au Ve siècle, portait le titre d'évêque des Voconces[11].

Le diocèse de Vaison subsistera jusqu'à la Révolution française.

## Sources

### Textes antiques
- Pline l'Ancien, Histoire naturelle, III, 37 : Vocontiorum civitatis fœderata duo capita Vasio et Lucus Augusti dans la liste des cités de droit latin, et VII, 78 : Iulius Viator, e vocontiorum gente fœderata.
- Strabon, Géographie, IV, 6, 4 ; IV, 1, 3 ; IV, 1, 12.
- Pomponius Mela, Chorographie, II, 5, 75 : Urbium quas habet (Narbonensis) opulentissimæ sunt Vasio Vocontiorum, Vienna Allobrogum…
- Tacite, Histoire, I, 66 : Lucus municipium id Vocontiorum est.
- Claude Ptolémée, Géographie, II, 10, 8 (texte sujet à controverse sur sa précision géographique, car omettant plusieurs capitales de cités).
- Jules César, La guerre des Gaules, I, 10.